# Bachigondanahalli, Hagaribommanahalli
Bachigondanahalli là một làng thuộc tehsil Hagaribommanahalli, huyện Bellary, bang Karnataka, Ấn Độ.